# Fédération islandaise de handball
Pour les articles homonymes, voir HSI.
La Fédération islandaise de handball (Handknattleikssamband Íslands - HSÍ) est l'organisation nationale chargée de gérer et de promouvoir la pratique du handball en Islande.